# Hemileius translamellatus
Hemileius translamellatus är en kvalsterart som beskrevs av Karppinen 1958. Hemileius translamellatus ingår i släktet Hemileius och familjen Hemileiidae. Inga underarter finns listade i Catalogue of Life.